# Sambódromo da Marquês de Sapucaí
Sambódromo da Marquês de Sapucaí, vanligen bara sambódromo (’sambadromen’), officiellt Passarela Professor Darcy Ribeiro är en paradarena i stadsdelen Cidade Nova i centrala Rio de Janeiro i Brasilien.
Sambadromen är specialbyggd för sambaskolornas parad i Rio de Janeiro, en av världens mest kända festligheter, under den årliga karnevalen.
Arenan designades 1984 av arkitekten Oscar Niemeyer och byggdes på rekordtiden 110 dagar. Den består av fristående byggnader för åskådare som kallas sektorer. Sektorerna ligger på båda sidor om en 700 meter lång och 13 meter bred paradväg på gatan Avenida da Marquês de Sapucaí som mynnar ut på den öppna platsen Praça da Apoteose där läktarna ligger längre ifrån varandra och bildar ett torg.
Sambadromen används även till andra evenemang som konserter, motortävlingar och religiösa sammankomster. Vid de olympiska sommarspelen 2016 hölls bågskyttetävlingarna och maratonloppens målgång i arenan. Under covid-19-pandemin användes arenan som vaccinationscentrum.

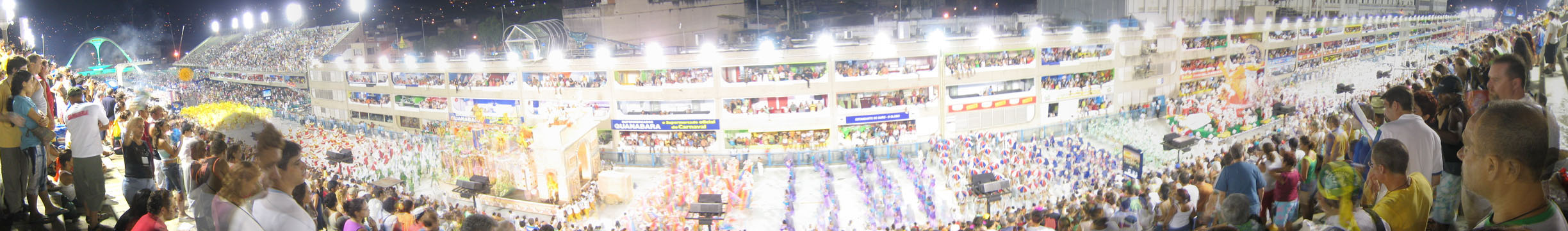
Panoramabild över sambaarenan